# 158-ма резервна дивізія (Третій Рейх)
158-ма резервна дивізія (Третій Рейх) (нім. 158. Reserve-Division) — резервна піхотна дивізія Вермахту за часів Другої світової війни. 2 липня 1944 року частково пішла на створення 16-ї піхотної дивізії.

## Історія
158-ма резервна дивізія сформована 1 жовтня 1942 року шляхом переформування дивізії № 158, що входила до складу сил резервних військ Вермахту в окупованій Франції. Основні сили виконували завдання щодо оборони узбережжя західної Франції поздовж Біскайської затоки, штаб-квартира дивізії перебувала в Ла-Рошелі. 2 липня 1944 року підрозділи дивізії у ході 30-ї хвилі мобілізації Вермахту були спрямовані на доукомплектування знов створеної 16-ту піхотну дивізію, яка невдовзі разом з 16-ю авіапольовою дивізією Вермахту перетворена на 16-ту фольксгренадерську дивізію.

## Райони бойових дій
- Франція (жовтень 1942 — серпень 1944)

## Командування

### Командири
- Генерал-лейтенант Ернст Гаккель (нім. Ernst Häckel) (1 жовтня 1942 — 9 травня 1943)
- Генерал-майор Едгар Арндт (нім. Edgar Arndt) (9—31 травня 1944)
- Генерал-лейтенант Ернст Гаккель (31 травня 1943 — серпень 1944)

### Підпорядкованість
| Час     | Корпус  | Армія      | Група армій (округ) | Штаб      |
| ------- | ------- | ---------- | ------------------- | --------- |
| 1943    |         |            |                     |           |
| лютий   | 80-й ак | 1-ша армія | Група армій «D»     | Ла-Рошель |
| 1944    |         |            |                     |           |
| січень  | 80-й ак | 1-ша армія | Група армій «D»     | Ла-Рошель |
| травень | 80-й ак | 1-ша армія | Група армій «G»     | Ла-Рошель |

### Склад
| Вересень 1942                           |
| --------------------------------------- |
| 18-й резервний гренадерський полк       |
| 213-й резервний гренадерський полк      |
| 221-й резервний гренадерський полк      |
| 18-й резервний артилерійський полк      |
| 1058-й велосипедний батальйон           |
| 213-й інженерний батальйон              |
| 1058-те дивізійне управління постачання |